# Oszczędności
Oszczędności – zasoby pieniężne, które nie zostały w danym okresie przeznaczone na zakup dóbr i usług konsumpcyjnych (zaspokajających bieżące potrzeby nabywców). Inaczej ujmując jest to wartość dochodu pomniejszona o wartość konsumpcji.
Wielkość oszczędności różni się znacząco w zależności od wieku i narodowości konsumentów. Rośnie wraz ze wzrostem dochodów.
Oszczędności dzielą się na:
- Oszczędności prywatne – oszczędności gospodarstw domowych, przedsiębiorstw lub innych podmiotów niepublicznych;
- Oszczędności publiczne – oszczędności państwa (nadwyżka budżetowa).